# Erlin von Heijne
Erlin Elisabet Maria von Heijne, född Dahlqvist 18 september 1850 i Jakob och Johannes församling, Stockholm, död 10 februari 1923 i Johannes församling, Stockholm, var en svensk rösträttsaktivist. Hon var ordförande för Föreningen för kvinnans politiska rösträtt i Strängnäs 1906–1907. Den 17 april 1869 gifte hon sig med Georg von Heijne Lillienberg. Tillsammans fick de dottern Julia Svedelius.